# Abreu Sodré
Roberto Costa de Abreu Sodré (São Paulo, 21 de junho de 1917 — São Paulo, 14 de setembro de 1999) foi um advogado, empresário e político brasileiro. Foi deputado estadual, governador do Estado de São Paulo e ministro das Relações Exteriores do Brasil durante o Governo Sarney.
Foi um dos fundadores da União Democrática Nacional (UDN) em 1945, e posteriormente integrante da Arena, a partir de 1966. Foi eleito de maneira indireta para o governo de São Paulo, cargo que ocupou de 31 de janeiro de 1967 a 15 de março de 1971.
Foi casado com Maria do Carmo Mellão de Abreu Sodré, falecida em 24 de janeiro de 2012, que foi presidente do Fundo de Solidariedade Social, que ela própria estimulou o marido a criar assim que assumiu o governo paulista em 1967.
Seu pai, Francisco Sodré, foi o segundo prefeito do município de Santa Cruz do Rio Pardo e o responsável pela chegada dos trilhos da Estrada de Ferro Sorocabana. Por conta disso, um dos distritos de Santa Cruz do Rio Pardo foi batizado como Sodrélia.

## O governo Abreu Sodré
Abreu Sodré foi o primeiro governador a ser eleito indiretamente, para o período de 1967 a 1971, durante o período da ditadura militar brasileira. Suas principais realizações foram nas seguintes áreas:
- Energia elétrica: continuidade ao plano energético do Estado, implantando o "linhão" de Urubupungá em direção a São Paulo;
- Transportes: a conclusão do primeiro trecho da Rodovia do Oeste, cujo nome foi mudado para Rodovia Castelo Branco, em homenagem ao presidente recém-falecido. Abreu Sodré também iniciou  a construção da Rodovia dos Imigrantes em 31 de janeiro de 1969 como alternativa à Via Anchieta, que já se encontrava em vias de saturação; também iniciou as primeiras escavações para a construção do Metrô de São Paulo. Responsável pela aquisição dos primeiros Boeing 737 da aviação civil brasileira, dotando a VASP destes aviões, sendo então a pioneira em toda a América Latina.
- Saneamento básico: criou as empresas Comasp - Companhia Metropolitana de Abastecimento -  voltada à produção de água, e Sanesp - Saneamento do Estado de São Paulo - voltada ao tratamento dos esgotos, empresas que posteriormente dariam origem à Sabesp - Companhia de Saneamento Básico do Estado de São Paulo - junto com outras empresas estatais. Nesse período, Abreu Sodré iniciou as obras de abastecimento de água do Sistema Cantareira, na Zona Norte da Cidade de São Paulo;
- Segurança pública: nesse período a então força de segurança do estado chamada Força Pública foi rebatizada de Polícia Militar; além do nome, a instituição começou a receber instruções e aparato do Exército, DOI-CODI e outras instituições vinculadas ao regime militar da época;
- Educação e cultura:  criação da Fundação Padre Anchieta e das emissoras TV Cultura e Rádio Cultura de São Paulo e também criou o CEETEPS - Centro Estadual de Educação Tecnológica Paula Souza, autarquia estadual ligada a Secretaria de Desenvolvimento, Ciência e Tecnologia, responsável pelas ETECs e FATECS, que oferecem ensino médio, cursos técnicos e superiores de qualidade.

Um gesto polêmico foi o presente que distribuiu aos jogadores da seleção brasileira campeões da Copa do Mundo FIFA de 1970. Sodré distribuiu miniaturas da estátua Jules Rimet feitas em ouro para os jogadores e a comissão técnica. O governo encomendou 50 miniaturas, mas só distribuiu 42. Não se sabe o que ocorreu com as outras oito miniaturas. O valor de cada uma foi de Cr$ 2.800,00. Equivaleria em 2020 a R$ 1.750.000,00.

## Presidente de estatal, ministro e empresário

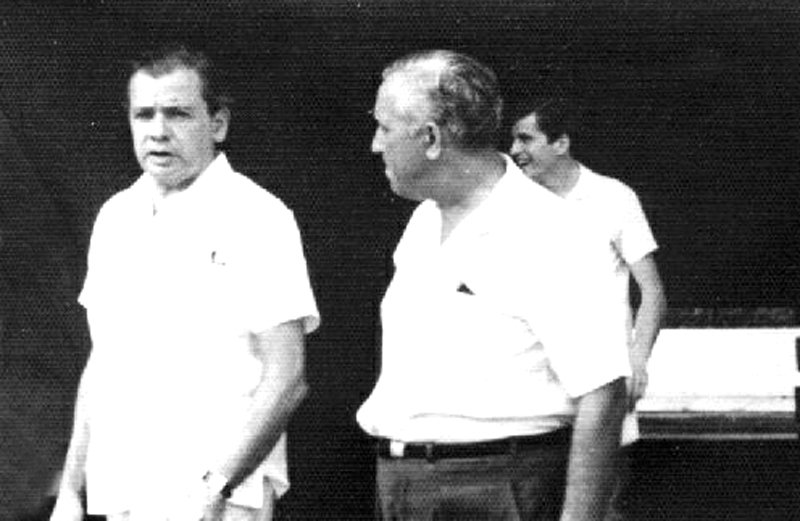
Governador Abreu Sodré, à esquerda, em Avaré, década de 1960.

Em 1980 Abreu Sodré foi um dos fundadores do Partido Democrático Social (PDS), sucessor da ARENA . Abreu Sodré também foi presidente da Eletropaulo em 1982.
Na Nova República, Abreu Sodré foi Ministro das Relações Exteriores durante alguns anos do governo de José Sarney (1986-1990), tendo sido substituído no governo Collor por Francisco Rezek. No seu mandato como chanceler, o Brasil reatou as relações diplomáticas com Cuba, em 1986, rompidas desde 1964, indicando para o posto Ítalo Zappa. Em 1988, ainda ministro e filiado ao PFL, apoiou João Mellão Neto, seu sobrinho, do PL, nas eleições municipais em São Paulo.
Nos seus últimos anos de vida, abandonou a vida pública, trabalhando como advogado e empresário.